# Exposition universelle de 1915
L'Exposition universelle de 1915 ou Exposition internationale de Panama-Pacific est une Exposition universelle qui se tient dans la ville américaine de San Francisco en Californie. Elle commémore l'inauguration du canal de Panama et la construction de la ville de San Francisco en 1776 et la reconstruction après le séisme de 1906. L’Exposition a attiré 19 millions de visiteurs.
L'un des emblèmes de l'Exposition est le Palace of Fine Arts (Palais des beaux-arts), qui existe encore aujourd'hui. 

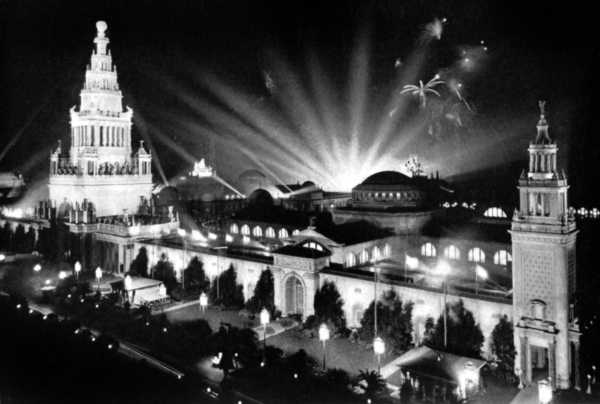
Vue de l'exposition de nuit, illuminée.

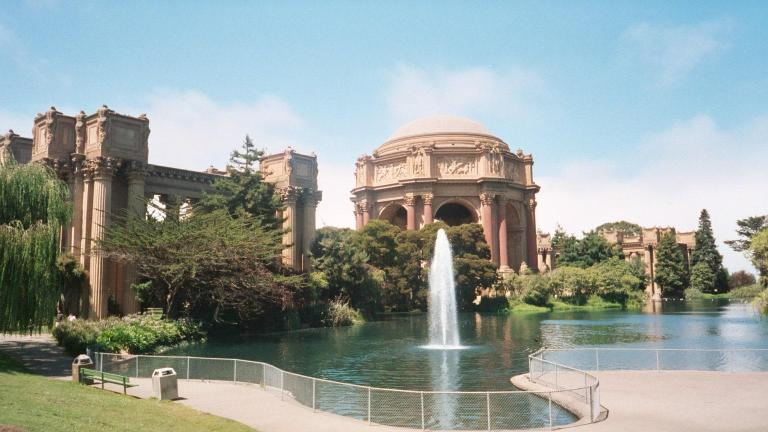
Le Palais des beaux-arts (Palace of Fine Arts).

## La présence de la France à l'exposition
Les exposants français sont répartis dans quatre pavillons : le Pavillon Français, le Palais des Manufactures, le Palais des Beaux-Arts et le Palais de l'Économie Sociale.  
Au sein du pavillon international des beaux-arts, baptisé Palace of Fine Arts (Palais des beaux-arts), le gouvernement français présente une sélection d'œuvres d'art, malgré la Première Guerre mondiale en cours. Y sont ainsi exposés des peintures, dessins, sculptures, médailles, gravures et lithographies.

## Le pavillon français, une réplique du Palais de la Légion d'honneur
Le pavillon français est une réplique du Palais de la Légion d'honneur à Paris. C'est l'architecte Joseph de Montarnal qui réalise cette construction que l'architecte Henri Guillaume supervise sur place, à San Francisco.  
Le bâtiment impressionne les visiteurs, notamment le couple Spreckels, des philanthropes, qui décide alors, avec l'autorisation du gouvernement français, d'entreprendre la construction d'une réplique permanente du palais en hommage aux soldats tombés durant la Première Guerre mondiale. Ce nouveau bâtiment, construit après la guerre, est baptisé California Palace of the Legion of Honor (Palais californien de la Légion d'Honneur) et accueille un nouveau musée d'art.

## Palais de l'Éducation
Appelé « palais de l'Éducation », une parcelle de l'exposition accueille un congrès qui réunit 15 000 instituteurs. Une école Montessori y est par ailleurs installée, permettant au public, assis sur des banquettes, d'observer durant trois heures derrière une paroi vitrée une classe de vingt enfants encadrée par cette pédagogie novatrice. Maria Montessori est présente mais, ne parlant pas anglais, elle laisse à sa collaboratrice américaine Helen Parkhurst le soin de gérer la classe. C'est un succès.